# Tschudel
Tschudel (ukrainisch und russisch Чудель; polnisch Czudel) ist ein Dorf in der ukrainischen Oblast Riwne mit etwa 3000 Einwohnern (2006).
Das erstmals 1577 schriftlich erwähnte Dorf wurde während des Deutsch-Sowjetischen Krieges fast vollständig niedergebrannt.
Tschudel zählt administrativ zur Landgemeinde Wyry (Вирівської об’єднаної територіальної громади Wyriwskoji objednanoji terytorialnoji hromady) im Zentrum des Rajon Sarny und war zuvor das administrative Zentrum der gleichnamigen, 77,625 km² großen Landratsgemeinde, zu der noch die Dörfer
Dubnjaky (Дубняки, ⊙) mit etwa 70 Einwohnern und Sariwja (Зарів'я, ⊙) mit etwa 250 Einwohnern gehörten.
Die Ortschaft liegt im Polesischen Tiefland (Поліська низовина), einem Teil des Ukrainischen Schilds auf einer Höhe von 153 m am sumpfigen Ufer des Slutsch, einem 451 km langen Nebenfluss der Horyn. Das Dorf befindet sich 20 km westlich vom Gemeindezentrum Wyry, 15 km südöstlich vom Rajonzentrum Sarny und etwa 100 km nördlich vom Oblastzentrum Riwne.